# Wielki Mędromierz (gromada)
Wielki Mędromierz – dawna gromada, czyli najmniejsza jednostka podziału terytorialnego Polskiej Rzeczypospolitej Ludowej w latach 1954–1972.
Gromady, z gromadzkimi radami narodowymi (GRN) jako organami władzy najniższego stopnia na wsi, funkcjonowały od reformy reorganizującej administrację wiejską przeprowadzonej jesienią 1954 do momentu ich zniesienia z dniem 1 stycznia 1973, tym samym wypierając organizację gminną w latach 1954–1972.
Gromadę Wielki Mędromierz z siedzibą GRN w Wielkim Mędromierzu utworzono – jako jedną z 8759 gromad na obszarze Polski – w powiecie tucholskim w woj. bydgoskim, na mocy uchwały nr 24/15 WRN w Bydgoszczy z dnia 5 października 1954. W skład jednostki weszły obszary dotychczasowych gromad Wielki Mędromierz, Mały Mędromierz i Łyskowo, ponadto osiedle Wysoka Wieś z dotychczasowej gromady Nowa Tuchola oraz obszar leśny z leśnictwem Świt z dotychczasowej gromady Świt ze zniesionej gminy Tuchola w tymże powiecie. Dla gromady ustalono 12 członków gromadzkiej rady narodowej.
Gromadę zniesiono 31 grudnia 1961, a jej obszar wszedł w skład nowo utworzonej gromady Tuchola w tymże powiecie.